# 黑腿叫鶴

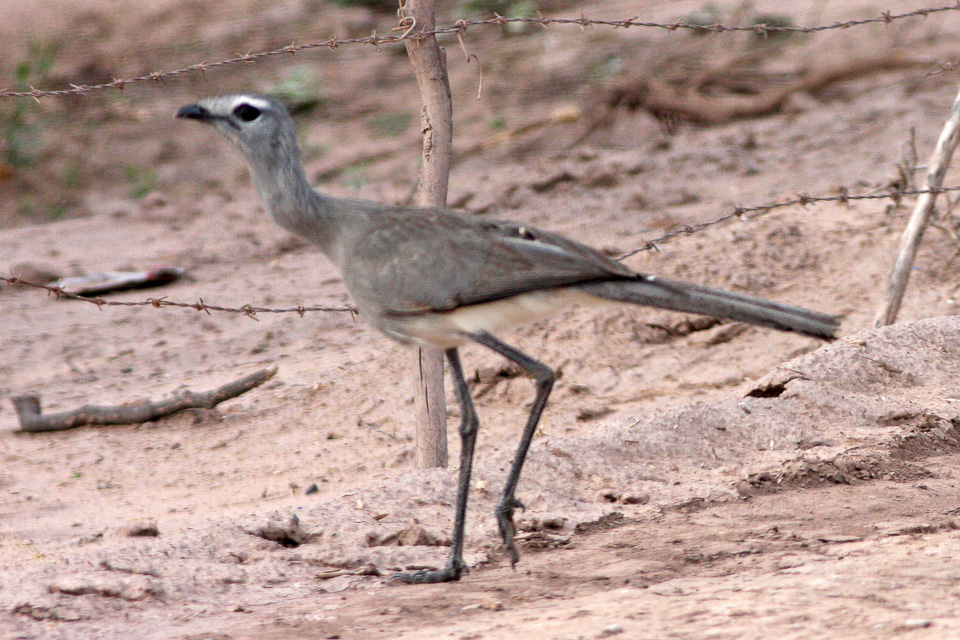

黑腿叫鹤 (学名：Chunga burmeisteri)，是两种现存叫鹤之一。黑腿叫鹤分布在玻利维亚东南部，巴拉圭北部，最南可达阿根廷中北部。它是一种体型较大的鸟，全身大部分部位呈灰色，脖子长，尾巴长，腿呈黑色，且又长又细，它也有着淡黄色的腹部与大腿。黑腿叫鹤不同性别，不同年龄的个体外表相似，其幼年个体头部，颈部和背部有着更丰富的花纹。 黑腿叫鹤由Gustav Hartlaub于1860首次描述，这个种是单形的，并不存在亚种。与其近亲红腿叫鹤相似，黑腿叫鹤是一种杂食动物。黑腿叫鹤倾向于步行捕猎或躲避危险，相应的，它很少飞行。黑腿叫鹤叫声响亮，据说听起来像笑翠鸟，火鸡或者叫喊的狗，通常是一整群鸟一同叫喊。 人们对黑腿叫鹤的繁殖所知甚少，已知它们会在11到12月份开展繁殖。他们会用树枝建造平台巢，并产下两个白色的，有时带有少量棕色或紫色斑点的蛋。IUCN将黑腿叫鹤列入无危物种，因为其分布广泛且数量稳定。

## 分类与语源
德国鸟类学家Gustav Hartlaub通过另一位当时在南美生活会工作的德国动物学家Hermann Burmeister给予他的信息，于1860年首次描述了黑腿叫鹤。Hartlaub将其学名定为Dicholophus burmeisteri。Hartlaub和Burmeister都认为应该将Chunga作为Dicholophus属下的一个亚属，这个暑假同时也包含了红腿叫鹤，两者通过微小都差异区分开来。然而，这个亚属很快被提升到一个属的地位。
黑腿叫鹤并不存在亚种，它也是黑腿叫鹤属唯一的现存物种。这个属的另一个物种不定叫鹤(Chunga incerta)生活在中至晚上新世。黑腿叫鹤及其近亲红腿叫鹤是唯二现存的叫鹤科物种。
属名Chunga直接来源于阿根廷的西班牙语居民对黑腿叫鹤的称呼。其种加词burmeisteri则是为了纪念提供这种鸟的信息的Hermann Burmeister。

## 描述
黑腿叫鹤是一种大型鸟类，其身高可达70-85厘米，体重可达1.2公斤，是新热带界最大的地栖鸟类之一，只有红腿叫鹤与美洲鸵体型比它更大。
黑腿叫鹤长颈长尾，腿部细长，翅膀短圆。整体上黑腿叫鹤呈灰色，但实际上细看便可发现其“灰色”羽毛实际上是黑白相间的虫蚀状密集纹理。相较于近亲红腿叫鹤，黑腿叫鹤的额冠并不明显，其额冠由竖直的，发状的鬃毛组成。其眉部与眼端呈现为白色，其颈背部的羽毛黑白相间。其腹部呈浅灰色，下腹、肛周和大腿则呈淡黄色。其翅膀上的飞羽有着黑白相间的粗条纹，其灰色的尾羽同样具有条纹，且其末端为黑色。黑腿叫鹤的羽毛松散，使得这种鸟看上去有“柔软”的质感。其颈部的羽毛相当长，组成了不明显的鬃毛。它黑色的短喙末端带有小弯钩。其虹膜为红棕色，腿为深灰色或黑色。其脚上有三个带有利爪的较短的前脚趾，还有一个很小的后脚趾。
黑腿叫鹤两性外观相似，幼鸟与成鸟也较为相似，当然，幼鸟相比成鸟有着更复杂的花纹。幼鸟的头部，颈部和胸部有着纵纹，背部和上翼覆羽有白色的斑点。

### 声音
黑腿叫鹤的声音是成串的，据说听起来像火鸡，笑翠鸟或者小狗。黑腿叫鹤也会成对叫唤，据说这种情况下其声音大，缓慢，音调均匀，但较为吵闹且不好听。

### 相似物种
显而易见，唯一可以与黑腿叫鹤混淆的物种便是红腿叫鹤。尽管两者总体外观相似，但黑腿叫鹤体型更小，且缺少红腿叫鹤那样独特的额冠。同样，黑腿叫鹤有着黑色的喙和黑色的腿，而不是像红腿叫鹤那样红色的喙、红色的腿，黑腿叫鹤的眼睛呈深色，而不像红腿叫鹤那样黑白分明。虽然两者有分布上的重叠，但它们大多数情况下生活在不同的栖息地中。

## 发现与栖息地
黑腿叫鹤在玻利维亚，巴拉圭和阿根廷都有发现，是一种生活在稀树草原，灌木丛和旱生阔叶林的鸟类。也许令人惊讶的是，该物种直到20世纪70年代后期才在玻利维亚发现。黑腿叫鹤通常分布在海拔低于800米的地方，比红腿叫鹤通常的分布地区海拔更低。虽然它们会在诸如耕地和草原的开阔地带觅食，但通常只有在附近有森林地带存在的情况下，它们才会这么做。

## 行为
黑腿叫鹤通常在地面活动，飞行能力较为勉强。这种鸟奔跑速度快，通常会步行追赶猎物或者躲避捕食者。在紧急情况下，黑腿叫鹤也会短距离飞行，它们快速拍打翅膀拔升，随后进行滑翔。这种鸟有时候会飞到树上，但通常他们会选择低矮的树枝。尽管正常情况下黑腿叫鹤是一种留鸟，但有时也会发生一些迁徙运动。例如在巴拉圭，黑腿叫鹤为了应对变冷的气候离开了一些原有的栖息地。 

### 食性
黑腿叫鹤是杂食性鸟类，昆虫，尤其是鞘翅目与直翅目在其食谱中占有重要地位，他们偶尔也会捕食一些啮齿动物。它们也会吃一些植物，比如叶，草和种子。这种鸟也会在牲畜的附近捕食那些当牲畜走动时受到扰动的昆虫。

### 繁殖
黑腿叫鹤的繁殖并不为人所知。通常认为这种鸟会在11月至12月开展繁殖。它们会单独筑巢，每对黑腿叫鹤会在树上用木棍修建巢穴，随后雌鸟便会产下两枚有时会有棕色或淡紫色花纹点缀的白色的卵，这些卵通常56-61毫米长，42-46毫米宽。

## 与人类的关系
当地的印第安人会狩猎黑腿叫鹤，并收集它们的蛋作为食物。从史前时代到2003年，这种事都有发生过。阿根廷的多巴人(Toba people)会收集鸟粪制作药膏，用以治疗疖子和脓肿。

## 保护状况
由于黑腿叫鹤分布广泛，种群稳定，國際自然保護聯盟将其列为无危物种。尽管其数量并没有准确计算，但据说其在阿根廷的分布“相当普遍”，这种鸟在玻利维亚和巴拉圭的数量仍未得到充分评估。这种鸟可能会受到栖息地丧失和破碎化的影响。阿根廷的一项研究表明，一旦森林被分割成小于280公顷的地块，这种鸟便会从部分原来的有分布的地区消失。
这种鸟已知是Tinamotaecola wardi、 Tinamotaecola andinae、 Colpocephalum cristatae 和 Colpocephalum caudatum等羽虱的携带者。